# Robert Nordenadler
Carl Oscar Robert Nordenadler, född den 4 augusti 1893 i Norsjö församling, Västerbottens län, död den 24 april 1957 på Flishult, Näsby församling, Jönköpings län, var en svensk jurist. Han var son till Oscar Nordenadler och far till Anders Nordenadler.
Nordenadler avlade studentexamen i Göteborg 1912 och juris kandidatexamen vid Uppsala universitet 1918. Han blev assessor i Svea hovrätt 1926, fiskal där 1930, tillförordnad revisionssekreterare 1930, hovrättsråd 1933 och ordinarie revisionssekreterare 1935. Nordenadler var häradshövding i Njudungs domsaga 1936–1955. Han blev riddare av Nordstjärneorden 1936 och kommendör av andra klassen av samma orden 1951. Nordenadler vilar på Näsby kyrkogård.